# Néos Pírgos (ort i Grekland)
Néos Pírgos är en ort i Grekland.   Den ligger i prefekturen Nomós Evvoías och regionen Grekiska fastlandet, i den centrala delen av landet, 120 km nordväst om huvudstaden Aten. Néos Pírgos ligger 1 meter över havet och antalet invånare är 890. Den ligger på ön Euboia.
Terrängen runt Néos Pírgos är kuperad åt sydväst, men åt nordost är den platt. Havet är nära Néos Pírgos åt nordväst. Runt Néos Pírgos är det ganska tätbefolkat, med 54 invånare per kvadratkilometer. Närmaste större samhälle är Istiaía, 7,2 km öster om Néos Pírgos. I omgivningarna runt Néos Pírgos växer i huvudsak blandskog.